# 2e régiment de cuirassiers
Das 2e régiment de cuirassiers (kurz: 2e RC) war ein Kavallerieverband der französischen Landstreitkräfte der bei seiner Auflösung Teil der Arme blindée et cavalerie war. Das damalige „Régiment Cardinal-Duc“ als erster Verband in der Tradition stand an der Spitze der zwölf ständigen Kavallerieregimenter, die per Dekret vom 16. Mai 1635 aufgestellt worden waren. Aus diesem Grunde war es bei seiner Auflösung eines der ältesten Regimenter der gepanzerten Kavallerie überhaupt.

## Aufstellung und Umbenennungen
- 16. Mai 1635: Aufstellung eines ständigen Regiments Régiment Cardinal-Duc cavalerie
- 1. August 1643: Umbenennung in Régiment Royal cavalerie
- 1. Dezember 1761: Eingliederung des Régiment de Vogué cavalerie[1]
- 1. Januar 1791: Umbenennung in 2e régiment de cavalerie
- 24. September 1803: Umwandlung in 2e régiment de cuirassiers
- 1814: Umbenennung in Régiment de cuirassiers du Dauphin
- 1815 (Herrschaft der Hundert Tage): Umbenennung in 2e régiment de cuirassiers
- 1815: Auflösung
- 1815: Wiederaufstellung: Cuirassiers du Dauphin (Im Zuge der zweiten Wiederherstellung der Bourbonenmonarchie)
- 1830: Umbenennung in: 2e régiment de cuirassiers während der Julimonarchie.

## Mestres de camp/Colonels/Chefs de brigade
Mestre de camp war die Rangbezeichnung für den Regimentsinhaber und/oder den tatsächlichen Kommandanten. Sollte es sich bei dem Mestre de camp um eine Person des Hochadels handeln, die an der Führung des Regiments kein Interesse hatte (wie z. B. der König oder die Königin) so wurde das Kommando dem Mestre de camp lieutenant (oder Mestre de camp en second) überlassen. Die Bezeichnung Colonel wurde von 1791 bis 1793 und ab 1803 geführt, von 1793 bis 1803 verwendete man die Bezeichnung Chef de brigade. Ab 1791 gab es keine Regimentsinhaber mehr.

### Ancien Régime
- Mestres-de-camp:
  - 1635: Cardinal De Richelieu als Regimentsinhaber
  - 1643: Louis XIII. (dann immer der König) als Regimentsinhaber

- Mestres de camp-lieutenant oder Mestres de camp en second:[2]

1. 16. Mai 1635: François de Barthon, vicomte de Montbas
2. 13. Januar 1654: Jean-François de Trémollet-Buccelli, marquis de Montpezat
3. April 1666: François VI, duc de La Rochefoucauld.
4. 1670: du Saillant, comte d’Estaing
5. 4. Februar 1672: Roger de Guénégaud, marquis de Plancy, Sohn von Henri de Guénégaud
6. April 1674: Chenoise, François-Philippe alias François-Pierre 2e marquis de Castille
7. 29. August 1675: Nicolas Auguste de La Baume, marquis de Montrevel
8. 22. Juli 1677: Léonor Marie du Maine, comte du Bourg
9. Dezember 1701: Claude Léonor du Maine, comte du Bourg, Sohn des vorherigen.
10. 19. Dezember 1706: Maximilien-Henri de Béthune, duc de Sully.
11. 1712: Louis II de Melun, prince d’Épinoy.
12. 1724: Jean Alexandre Théodose comte de Melun, prince d'Épinoy, Cousin zweiten Grades des vorherigen
13. 15. Februar 1738: Anne Pierre d’Harcourt, comte de Beuvron.
14. 6. März 1743: Auguste Louis Hennequin marquis d’Ecquevilly
15. 10. Februar 1759: Armand-Louis marquis de Sérent
16. 15. Februar 1771: Armand François Hennequin comte d’Ecquevilly
17. 10. März 1788: Ferdinand de Châtillon, marquis de Moyria.
18. 21. September 1788: Henri-Thomas-Charles de Preissac-Fézenzac, duc d’Esclignac.

### Revolution und Empire
Colonels und Chefs de brigade
- 1792: Colonel Louis de La Pinserie d'Hauboutet
- 1792: Colonel Edme Henri de Beaujeu
- 1793: Chef de brigade De Marne, Xavier-Frederic
- 1793: Chef de brigade Magron, Jacques
- 1794: Chef de brigade Radal, Jean-Antoine-Étienne
- 1799: Chef de brigade Yvendor, Jean-Frederic
- an VIII: Chef d'Escadron. Alix, Jean-Baptiste
- 1805: Colonel Baron Chouard, Claude-Louis
- 1809: Colonel Fiteau, Edmé Nicolas
- 1811: Colonel Baron Rolland Pierre
- 1813: Colonel Morin, Léonard
- 1814: Colonel Baron de Labiffe, Louis
- 1814: Colonel De Lacroix.
- 1815: Colonel Baron Grandjean, Louis-Stanislas-Francois
- 1815: Auflösung.

### Nach 1815
| I. | II. | III. |
| --- | --- | --- |
| - 1816: Colonel Marquis De Breuilpont. - 1821: Colonel De Salomon de Feldeck, Jean-Baptiste-Étienne-Ignace - 1828: Colonel De Niceville, François-Hyppolite-Théophile - 1839: Colonel Reibell - 1848: Colonel Dard d'Espinay, Corneille-Albert - 1851: Colonel d'Oullembourg, Bertrand-Eugène - 1854: Colonel Taffin, Victor-Marie-François - 1859: Colonel Yvelin de Beville, Charles-Alphonse-Aimé-Alexandre - 1864: Colonel Baron Rossetti, Gustave-Victor-Scipion-Marie - 1870: Colonel Bore, Verrier. - 1871: Colonel Baron Rossetti, Gustave-Victor-Scipion-Marie - 1873: Colonel Comte de la Loyere, Alberic-Ferdinand-Marie - 1880: Colonel Braun, A | - 1886: Colonel Verdun - 1894: Colonel De Clauzade de Mazieux, Marie-Paul - 1899: Colonel Casimir-Bonabes-Marie - 1905: Colonel Lamy M-J-V-E - 1905: Colonel Chabaud - 1913: Colonel du Fretay - 1914: Chef d'Escadron, Clolus - 1914: Colonel De Mareuil - 1915: Colonel De Canchy - 1917: Colonel De Francolini - 1917: Colonel de Canchy - 1918: Colonel De France - 1918: Colonel Chassou. - 1919: Aufgelöst - 7. Juli 1939 – 29. Mai 1940: Colonel Touzet du Vigier - 1940: Aufgelöst - 1943: Colonel Durosoy, Maurice-Armand - 1946: Colonel De Montaudoin - 1950: Colonel Ballot | - 1951: Colonel Oberlaender - 1953: Colonel Jobelot - 1957: Colonel De Cherge - 1959: Colonel Deturbert - 1961: Colonel De Favitski - 1963: Colonel Boscals De Reals - 1965: Colonel Perre - 1967: Colonel Pelletier - 1969: Colonel Rouger - 1971: Colonel De Galbert - 1973: Colonel Jutel - 1975: Colonel Loubens - 1977: Colonel Nouan - 1979: Colonel Aurousseau - 1981: Colonel Rozier De Linage, Maurice - 1983: Colonel Mannin - 1985: Colonel Denoncin - 1987: Colonel Lenoir - 1989: Lieutenant-Colonel Brochet De Vaugrigneuse - 1991: Aufgelöst |

## Garnisonen und Gefechtskalender des 2eRC
- Eine erste ständige Garnison nahm das Regiment im April 1817 in Nevers dann in Vesoul und im April 1821 in Épinal.
- Lille war Garnison von 1871 bis 1873, dann Commercy, Lunéville, Niort, Versailles und Paris von 1874 bis 1876 und von 1892 bis 1914. Nach dem Waffenstillstand von 1918 verlegte es kurz nach Saarlouis, von wo aus es bereits am 25. November nach Frankreich zurückkehrte und in Héricourt und dann in Lyon stationiert wurde.
- 1945 lag es in Bellheim (Belgien) und verlegte dann nach Manderscheid. Am 3. Oktober 1945 verließ das Regiment Deutschland wieder, um zunächst in Châtellerault und Angoulême stationiert zu werden. Nach der Rückkehr nach Deutschland wurde es nach Sankt Wendel und Reutlingen verlegt. Im Jahre 1978 wurde die neuaufgestellte „Escadron d'éclairage divisionnaire - E.E.D.5“ (Divisions-Aufklärungsschwadron 5) zugewiesen, die in Tübingen stationiert war.

### Ancien Régime
Zwischen 1635 und 1636, zu Beginn der letzten Phase des Dreißigjährigen Krieges trat das Regiment zum ersten Mal in Erscheinung (eine der Kompanien wurde von Abraham de Fabert kommandiert, einem späteren Maréchal de France).
Das Regiment kämpfte mit der „Armée de Flandre“ (Flandernarmee) für 23 Jahre in Nordfrankreich und den südlichen Niederlanden gegen Spanien ohne diesen Kriegsschauplatz zu verlassen – auch nicht beim Aufstand der Fronde und den damit verbundenen innerfranzösischen Problemen, so bei Caen, Avranches 1639, La Rochelle 1651 und in der Region Paris 1652.
Es zeichnete sich bei mehreren Belagerungen aus, so von Corbie, Landrecies, Maubeuge, La Capelle, Aire Saint-Lys und bei zahlreichen Schlachten – so unter dem Kommando von Louis II. de Bourbon-Condé, wo es am 19. Mai 1643 entscheidend zum Sieg in der Schlacht bei Rocroi beitrug. Danach kämpfte es unter Turenne glorreich in der Schlacht in den Dünen, die mit einem entscheidenden französischen Sieg endete, unter dessen Eindruck Friedensverhandlungen eingeleitet wurden, welche schließlich zum Abschluss des Pyrenäenfriedens führten.
Im Jahre 1643 erhielt das Regiment den Namen „Royal-Cavalerie“, den es bis zur Revolution führen sollte. Es wurde im Boulonnais stationiert, wo es 1662 an der Unterdrückung eines Bauernaufstandes beteiligt war.
- 1742 gehörte es bei der Belagerung von Prag zu den Verteidigern.

Es kämpfte im Siebenjährigen Krieg mit Österreich und Russland, gegen Preußen und die mit ihm verbündeten Engländer.
- 1760: Gefecht bei Korbach

### Revolutionskriege und Kriege des Ersten Kaiserreichs
- 1800 erhielt die Standarte des Regiments eine erste Inschrift für die Teilnahme an der Schlacht bei Marengo
- Bis 1805 nahm das Regiment an den Kämpfen in Deutschland und Italien teil.
- 1805
  - Schlacht bei Austerlitz
- 1812
  - Russlandfeldzug
- 1813: Feldzug in Deutschland
  - Völkerschlacht bei Leipzig
- 1814
  - Schlacht bei Vauchamps

### 1815 bis 1848
Nach Napoleons Herrschaft der Hundert Tage und der Schlacht bei Waterloo war das Regiment auf etwa einhundert Offiziere und Reiter zusammengeschmolzen. Es verließ Neuilly am 6. Juli 1815 und marschierte nach Saumur. Im August 1815 befand es sich an den Ufern der Loire und traf im Februar 1816 in Rennes ein, wo es zur Erholung verblieb. Am 16. Juli erhielt es seinen neuen Namen „Régiment du Dauphin“.
Frankreich hatte von der Heiligen Allianz im Veroneser Kongress ein Mandat erhalten, den spanischen König Ferdinand VII. zu unterstützen. Mit der Französischen Invasion in Spanien rückten auch die „Cuirassiers du Dauphin“ aus und verließen am 8. Februar 1823 Épinal mit dem Ziel Bayonne. Ende März erreichten sie Orthez und überquerten am 27. April den Bidassoa. Es folgte ein militärischer Spaziergang über Vittoria, Burgos, Valladolid und Madrid nach Toledo, das Ende Mai erreicht wurde. Danach ging es zurück über Madrid, Talavera de la Reina und Aranjuez nach Bayonne.

### Zweites Kaiserreich
Nicht beteiligt war das Regiment an den großen Feldzügen des Zweiten Kaiserreiches (Algerien, Krimkrieg, Italien, Mexico) war jedoch im Deutsch-Französischen Krieg mit an den ersten Kampfhandlungen beteiligt. Es bildete zusammen mit dem 1er régiment de cuirassiers eine Brigade in der „Division de Cuirassiers“ von Général de Bonnemains.

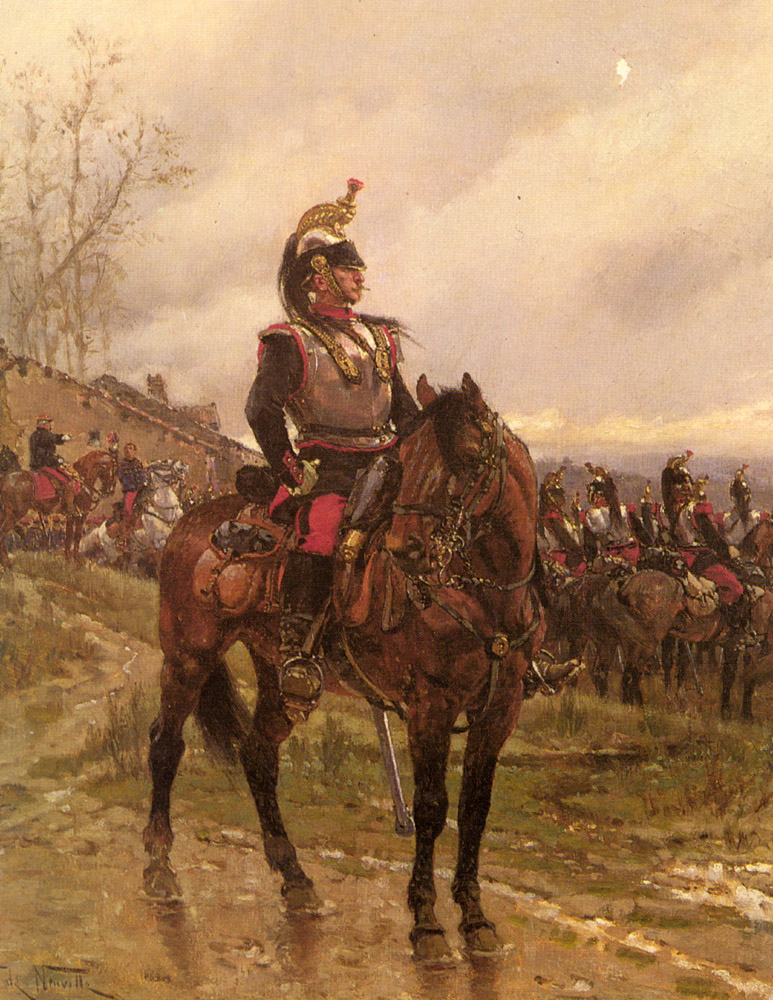
Kürassiere im Deutsch-Französischen Krieg

Es kämpfte ruhmvoll in der Schlacht bei Wörth, wo es 6 Offiziere und 141 Unteroffiziere und Reiter verlor. Der Kommandeur geriet in Gefangenschaft. Nach dieser Schlacht musste das Elsass aufgegeben werden, das Regiment zog sich zurück und passierte dabei Zabern, Sarrebourg und Blamont (Lothringen). Das Oberkommando stellte nunmehr eine Armee zusammen, die als Entsatz für das eingeschlossene Metz agieren sollte. 
 Diese Entsatzarmee wurde allerdings in der Schlacht bei Sedan vernichtet. Das Regiment ging in Gefangenschaft und wurde entwaffnet.

### 1871 bis 1914
Am 29. März 1871 wurde das Regiment in Orange neu aufgestellt und blieb über 40 Jahre ohne Gefechtstätigkeit, ausgenommen war lediglich das Jahr 1908, in dem es einen Aufruhr in Vigneux und Villeneuve-Saint-Georges gab, zu dessen Niederschlagung das Regiment ein Detachement abstellte.

### Erster Weltkrieg
Das Regiment lag in Paris in Friedensgarnison und war Teil der 2e brigade de cuirassiers (2. Kürassierbrigade) in der „1er division de cavalerie“ (1. Kavalleriedivision). In diesem Verband blieb es bis zum Kriegsende und war bis dahin auch ständig beritten.
- vom 31. Juli bis 3. August 1914 wurde das Regiment zur Aufrechterhaltung der Ordnung in Paris zurück behalten.

Schlacht bei Charleroi: Nach kurzer Auffrischung wurde die Kavallerie hier am Morgen des 7. September an der Ourcq eingesetzt, wo es sich mit „Ourcq“ die zweite Inschrift auf der Standarte verdiente. Die Kavallerie begann mit der Verfolgung der sich zurückziehenden Deutschen, soweit es der Zustand der Pferde erlaubte.

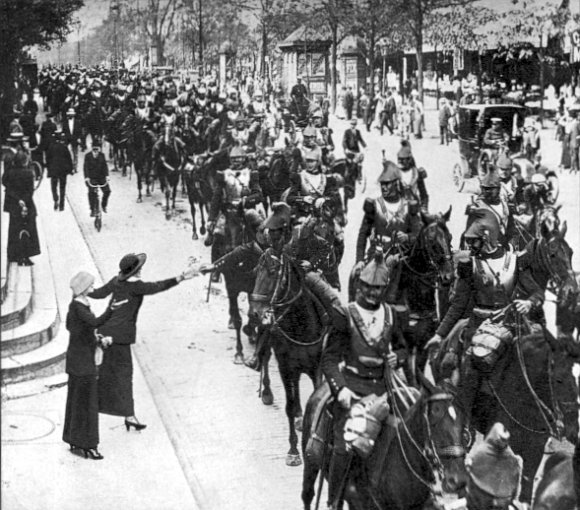
Paris, August 1914.

Davon am 31. Oktober abgelöst wurde das Kavalleriecorps unverzüglich in die Erste Flandernschlacht geworfen. Am 1. November 1914 rückte die „1er division de cavalerie“ gegen den Kemmelberg vor, um die Engländer zu unterstützen, die sich hier in Schwierigkeiten befanden. Vom 2. bis zum 4. November war es bei Werlverghen auf der „Höllenkuppe“ (croupe de l'enfer) eingesetzt. Danach wurde das Regiment wieder herausgezogen und die Pferde weiterhin zur Verfügung gehalten. Im Februar 1915 erfolgte die Verlegung in die Region Vitry-le-François und im April nach Verdun. Während der alliierten Offensive im Mai/Juni 1915 stand es als Reserve der II. Armee nordöstlich von Amiens. Ebenso war es während der Champagne-Offensive im September/Oktober 1915 im Artois zur Disposition der X. Armee abgestellt. Von Juli bis September nahm es an der Sommeschlacht teil. Zu Beginn des Monats März 1917 stand es bei Hamel und Contoire, als sich die Deutschen auf die Siegfriedstellung zurückzogen. Am 31. März endete die zweite Schlacht in der Picardie oder auch Schlacht an der Avre genannt, in welcher die Deutschen am weiteren Vordringen auf Amiens gehindert wurden. Das heroische Verhalten der 2e Cuirassiers brachte ihnen eine sechste Namensnennung auf der Standarte ein „L'Avre“. In der Zweiten Marneschlacht konnte sich das Regiment wiederum auszeichnen und wurde lobend im Armeebefehl erwähnt (Citation à l'ordre de l'Armée).

### Zwischenkriegszeit
Am 15. August 1919 wurde das Regiment im Rahmen der Verkleinerung der Armee aufgelöst. Das verbliebene Personal wurde zum 12e régiment de cuirassiers abgegeben.

### Zweiter Weltkrieg
Nach dem Kriegsausbruch wurde das Regiment unter dem Kommando von Colonel du Vigier wieder aufgestellt und bildete zusammen mit den 1er cuirassiers die „5e brigade de combat“ (5. Kampfbrigade), die gleichzeitig mit der „3e division légère mécanique“.( 3. Leichte Mechanisierte Division) aufgestellt wurde. Ausgerüstet war das Regiment mit Panzern vom Typ Somua S-35 und Hotchkiss H-35.
1940 folgte der Feldzug nach Belgien, die Beteiligung an der Schlacht bei Hannut und weitere Kämpfe in Frankreich. Am 1. August wurde das „2e cuirassiers“ aufgelöst. Für die Kämpfe in Belgien wurde der Einheit eine lobende Erwähnung im Armeebericht zuteil.
Am 16. September 1943 erfolgte in Mercier-Lacombe bei Oran die Wiederaufstellung des Regiments durch die Abgabe des halben 2e régiment de chasseurs d'Afrique. Zugewiesen der Gepanzerten Division des Général Jean Touzet du Vigier, (der vormalige Regimentskommandeur bei Kriegsbeginn) bildete es mit dem 3e régiment de zouaves und der 1. Batterie des „68e régiment d'artillerie“, das Kampfkommando 1 (Combat-Command 1). Am 10. August 1944 wurde das Regiment, bestehend aus einer Kompanie leichte Panzer und drei Kompanien M4 Sherman in Oran eingeschifft und betrat am 16. August bei Nartelle in der Bucht von Saint-Tropez französischen Boden. Es gehörte zu den Verbänden des 6. US Corps.
Am 20. August wurde es wieder der „1re division blindée“ unterstellt. Am 23. August zogen die Kürassiere, mit der 2. Escadron an der Spitze in Marseille ein. Am 31. August überquerte das Regiment mit Teilen bei Vallabrègues und Avignon die Rhone und vereinigte sich wieder bei Bagnols-sur-Cèze. Der weitere Weg führte über Viviers, La Voulte, Tournon, Annonay und Saint-Étienne. Am 3. September war die Einheit an der Befreiung von Lyon beteiligt. Es folgte die Einnahme von Chalon-sur-Saône, Dijon und Is-sur-Tille am 11. September und Langres am 13. September, um das heftig gekämpft wurde. Am gleichen Tag erfolgte im Nordosten bei Chaumont das Zusammentreffen mit der „2e division blindée“, die dann in Paris einzog. Die Verbände der „1re division blindée“ wendeten sich nach Osten in Richtung Colmar und drang in das Elsass ein. Am 20. November wurde die Schweizer Grenze erreicht und am 21. November Altkirch und d'Illfurth eingenommen. Danach war es an der Einnahme von Mülhausen beteiligt. Es folgte die Eroberung des Kessels von Colmar. Vom 20. Januar bis zum 9. Februar Kämpfe um Illzach, Kingersheim und Richwiller, wobei die „2e cuirassiers“ die „9e division d'infanterie coloniale“ unterstützten. Nachdem am 6. Februar bei Chalampé der Rhein erreicht worden war, ging das Regiment nach Mülhausen zurück, wo es bis zum 14. April 1945 verblieb. Am 16. April erfolgte ein letzter Angriff, der nach Straßburg führte. Danach überquerte das Regiment bei Rastatt den Rhein. Es zog dann in Richtung auf die Donau weiter, dabei die Städte Messkirch, Krauchenwies, Mengen und Sigmaringen einnehmend. Am 23. April drangen die „2e cuirassiers“ in Ulm ein und wandten sich von hier aus nach Süden in Richtung Österreich, wobei sie am 30. April Immenstadt erreichten. Am 3. Mai kehrt es um und bewegte sich Richtung Straßburg, überquerte am 9. Mai den Rhein in Kehl und bezog seine erste Friedensgarnison in Rheinzabern. Am 18. Juni 1945 erhielt die Standarte des Regiments die Inschriften „Marseille“ und „Ulm“.
Mit Armeebefehl vom 1. Oktober 1945 wurde dem Regiment das Recht zugesprochen, die Fourragère in den Farben des Croix de guerre 1914–1918 mit der Olive für das Croix de guerre 1939–1945 zu tragen.

### 1945 bis 1991
Während seiner Stationierung in Baden-Württemberg wurde das Regiment zunächst von der „1re division blindée“ (1. gepanzerten Division) zur „3e division blindée“. Mit der Neuorganisation der französischen Streitkräfte in Deutschland im Jahre 1978 kam das Regiment dann zur „5e division blindée“ (5. Gepanzerte Division).
Zunächst ausgestattet mit dem Panzer M4 Sherman, wurden die Kürassiere dann 1952/53 auf den Patton M47 umgerüstet. Zwischen 1960 und 1969 fuhr die 4. Escadron den Jagdpanzer AMX-13 der mit der Panzerabwehrlenkrakete SS.11 ausgestattet und die zur Unterstützung dem „Centre d'Entretien des Tireurs de Missiles des F.F.A“ beigegeben war. Das Regiment lag in Reutlingen in Garnison, zusammen mit dem „73e régiment d'artillerie blindé“ (73. Panzerartillerieregiment). Zusammen mit dem 12e régiment de cuirassiers und der 24e groupe de chasseurs portés (24. Verstärkte Jägergruppe – vormals das 24e bataillon de chasseurs à pied), beide in Tübingen stationiert, bildeten sie die „5e brigade blindée“ (Stab in Tübingen), die wiederum zur „3e division blindée“ mit Stab in Freiburg gehörte. 1969 wurde die Regimentsstruktur geändert, es wurde jetzt eine komplette Ausstattung mit dem Kampfpanzer AMX-30B vorgesehen: 4 Escadrons zu 13 Panzern, eine Escadron porté und eine Escadron des Commandements et Services (Stabs- und Versorgungsschwadron). Die A.M.X.30B wurden im Frühjahr 1971 zugeführt. Mit der Reorganisation des Heeres im Jahre 1984 verlor das Regiment die 4. Escadron und die Escadron porté, die verbliebenen drei Kampfkompanien verfügten jetzt über je 17 Panzer. Zum 350. Jubiläum der „Royal-Cavalerie“ erfolgte die Umrüstung auf den Kampfpanzer AMX 30B2. Der Fall der Berliner Mauer 1989 führte zu einer Neugestaltung der französischen Streitkräfte in Deutschland. 1991 war das Regiment eines der ersten, das aufgelöst wurde. Die Standarte und die Regimentsinsignien wurden in das Kavalleriemuseum in Saumur verbracht.

## Standarte
In goldenen Lettern sind auf der Standarte die herausragenden Schlachten und Feldzüge aufgeführt, an denen das Regiment teilgenommen hat:
- Marengo 1800
- Austerlitz 1805
- La Moskova 1812
- Vauchamps 1814
- L'Ourcq 1914
- L'Avre 1918
- Marseille 1944
- Ulm 1945

Das Band (Cravate) der Standarte ist mit dem Croix de guerre 1914–1918 mit einem Palmenzweig – sowie mit dem Croix de guerre 1939–1945 mit einem Palmenzweig dekoriert.

### Uniformen des Ancien Régime

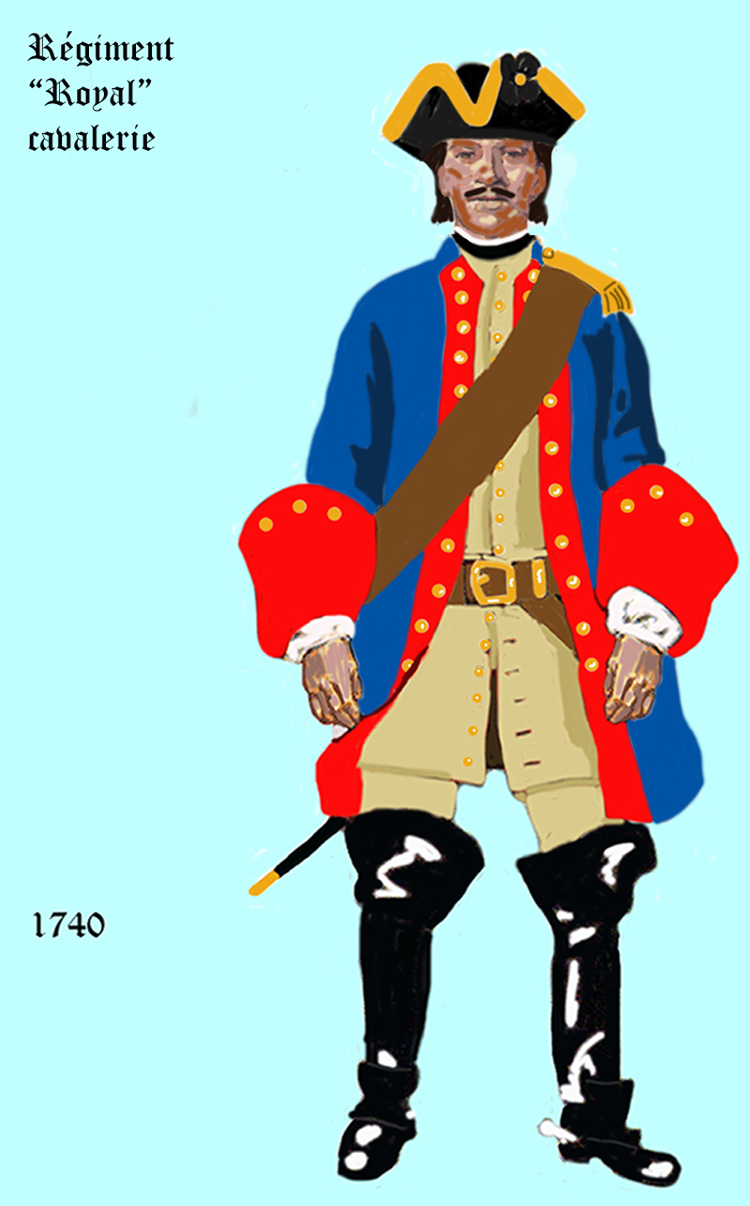
Uniform 1740–1757
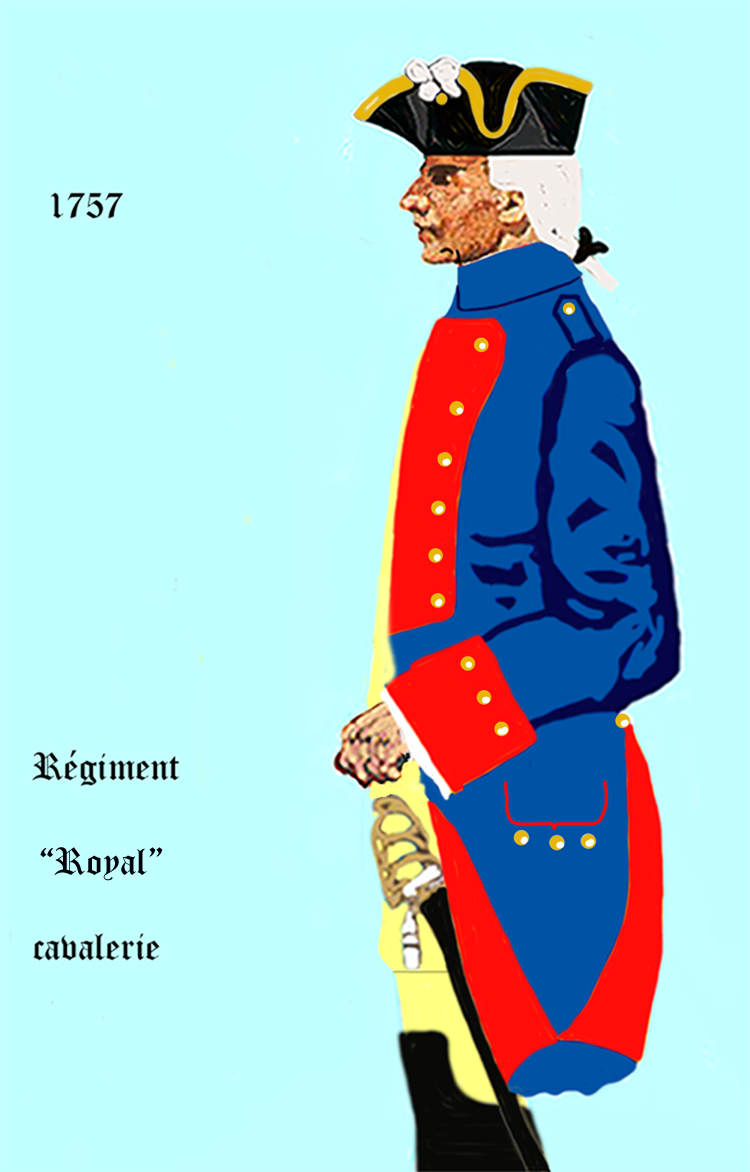
Uniform 1757–1762
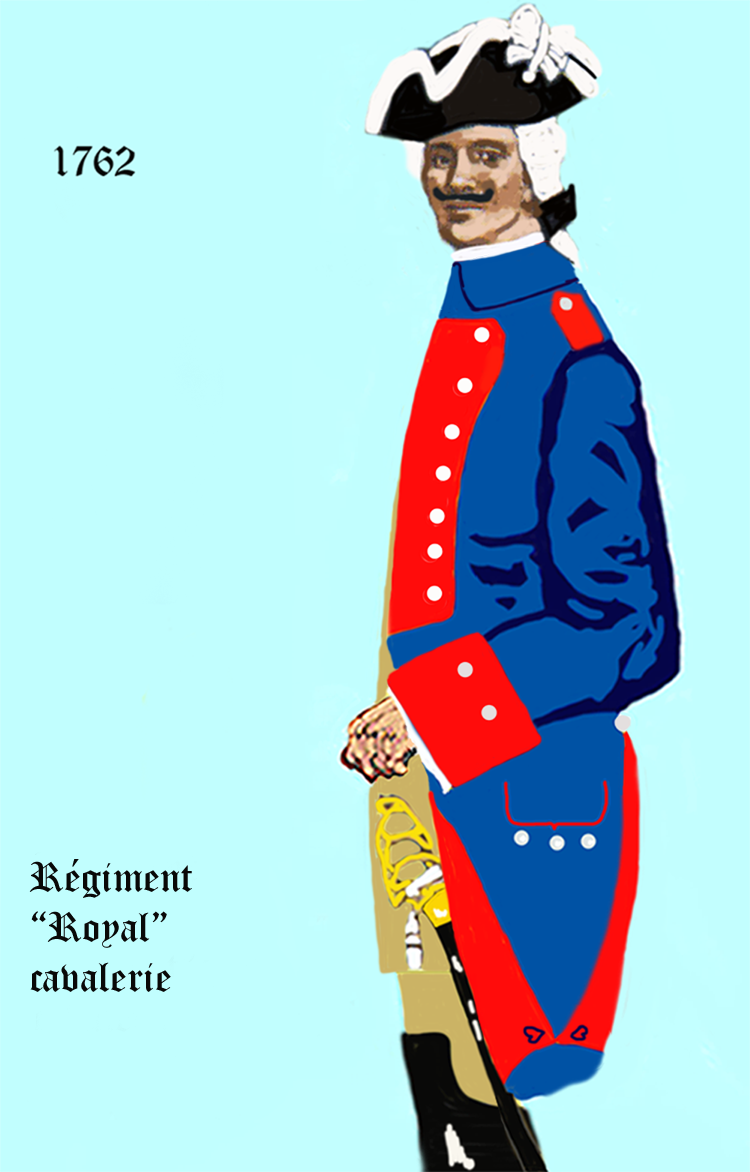
Uniform 1762–1767
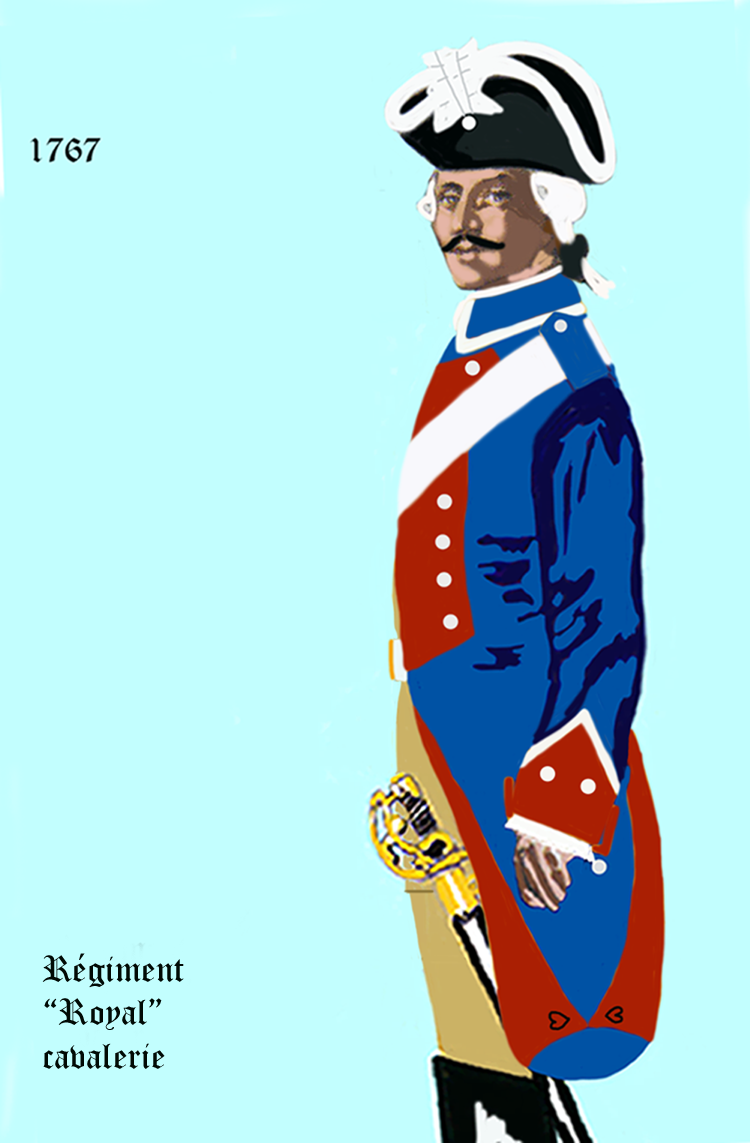
Uniform 1767–1776
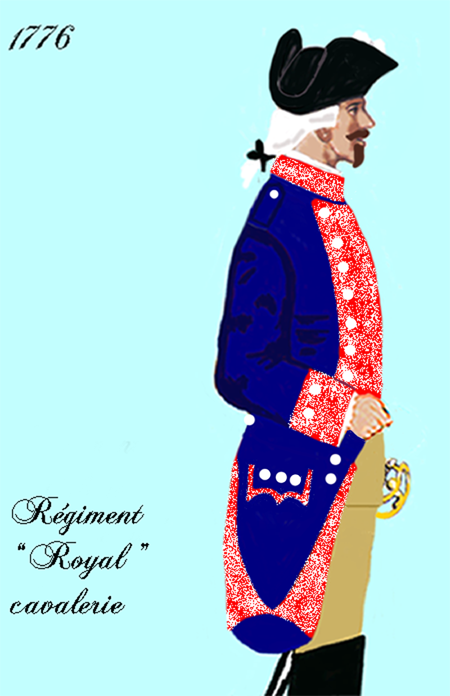
Uniform 1776–1779
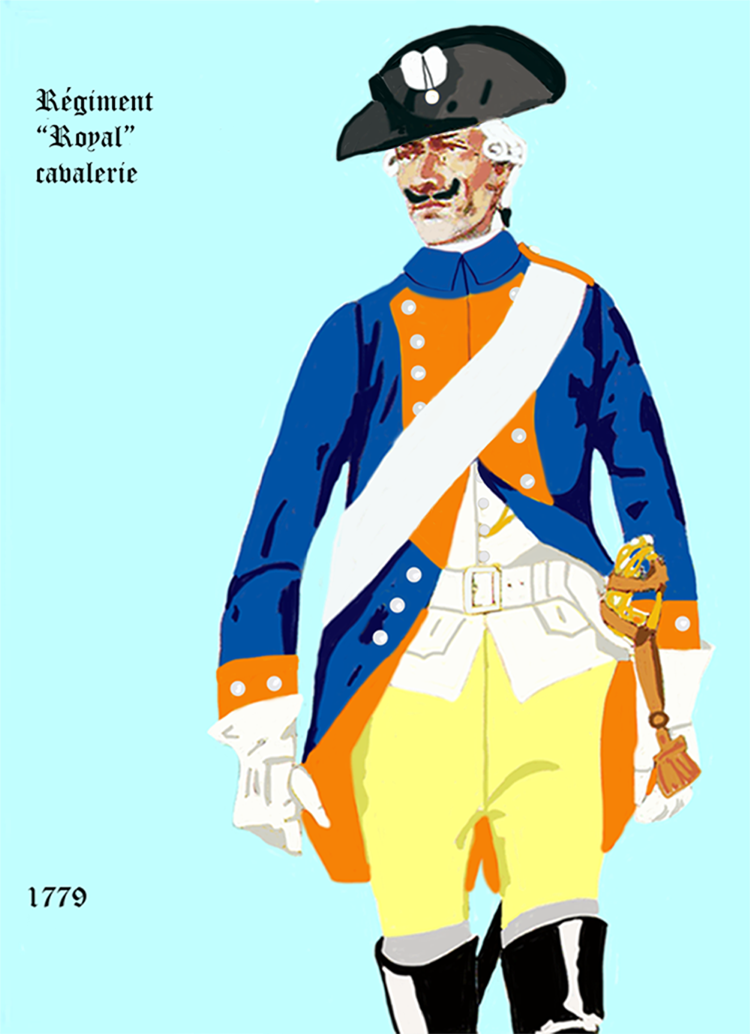
Uniform 1779–1786
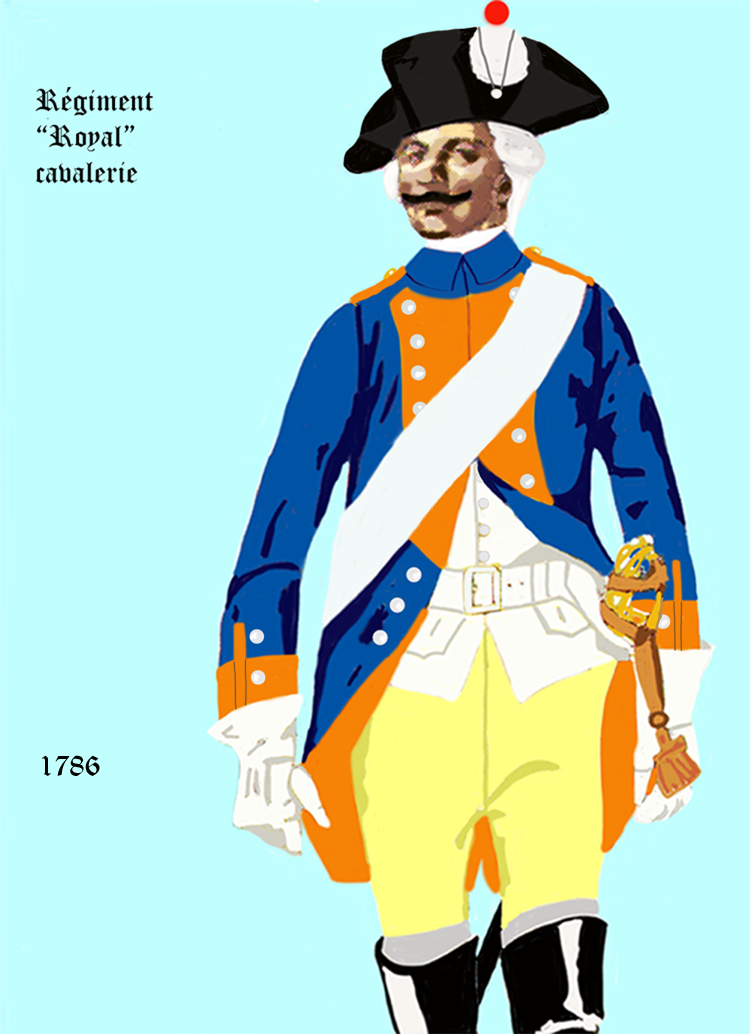
Uniform 1786–1791
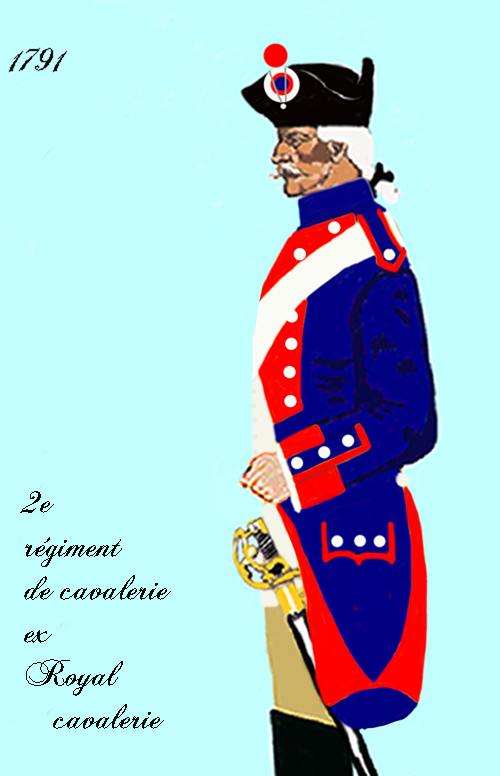
Uniform 1791

### Standarten des Ancien Régime

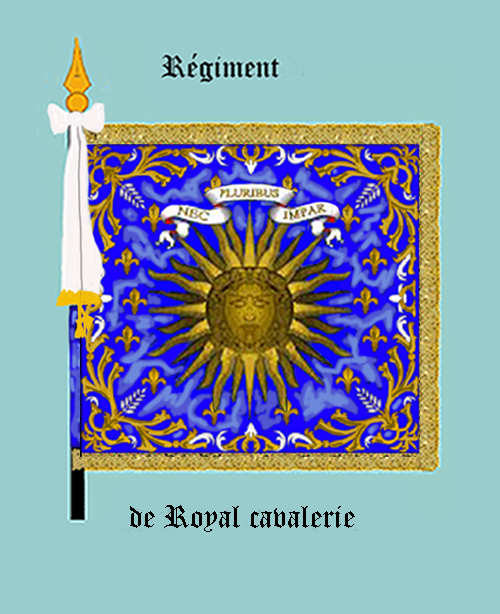
Régiment de Royal cavalerie
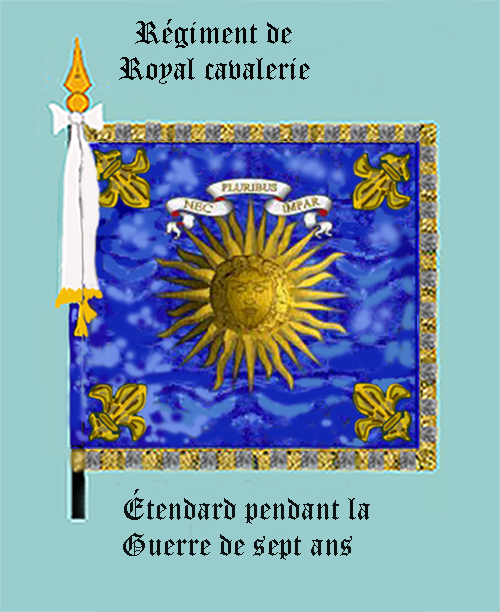
Standarte während des Siebenjährigen Krieges (Vorderseite)
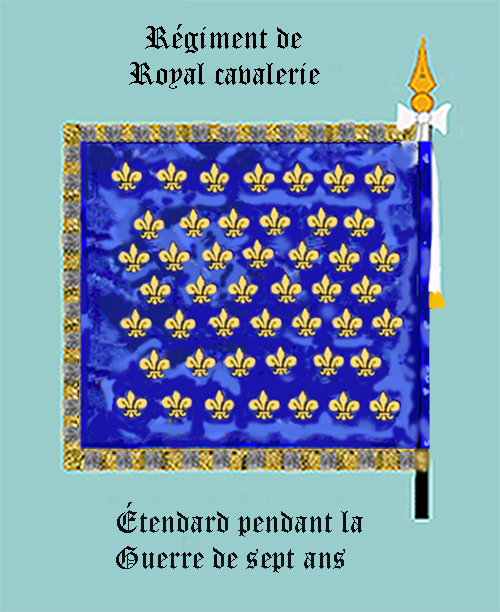
Standarte während des Siebenjährigen Krieges (Rückseite)

## Uniformierung und Bewaffnung
Bei der Aufstellung trugen die Reiter hellgraue Uniformen mit rotem Besatz. Dazu einen schwarzen Dreispitz mit silberner Tresse und einen Kürass, der später durch einen Brustpanzer unter dem Uniformrock ersetzt wurde. Die Bewaffnung bestand aus einem Säbel, einer Muskete und einem Paar Pistolen die am Sattel befestigt waren.

### 1725
Die Kürassiere erhielten jetzt eine blaue Uniform, wie für die königlichen Regimenter üblich. Die Abzeichenfarbe war rot, Hosen und Weste weiß mit einem Dreispitz wie bisher, jedoch erhielt der Hut eine eiserne Calotte um Säbelhiebe abzufangen. Der Brustpanzer wurde nur noch zu Paraden und im Feld getragen. (Details änderte sich jedoch bis zur Revolution mehrfach.)

### 1779
Ab 1779 waren die Uniformen enger geschnitten (l'habit à la française) das Regiment erhielt die Abzeichenfarbe hochorange. Die Hosen in einem blassen gelbbraun, die Knöpfe waren weißmetallen. Bis 1763 trugen die Offiziere keine Rangabzeichen, danach erhielt der Mestre de camp zwei Epauletten, die „Lieutenants“ (Leutnants) und „Sous-lieutenants“ (Unterleutnants) trugen eine Epaulette auf der linken Schulter. Sie waren aus Silbergespinst gefertigt und mit roter Seide vermischt. Die Trompeter trugen eine königliche Livrée (mit reichhaltiger Verzierung)

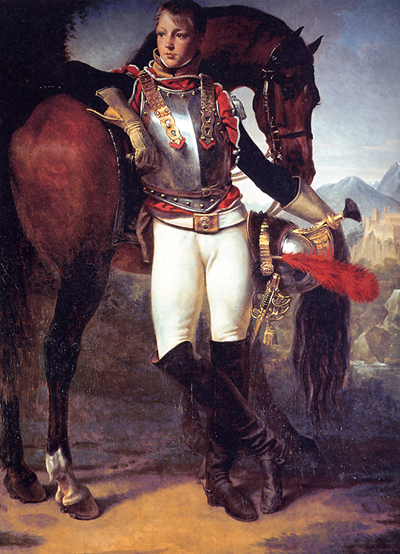
Kürassier um 1805

### Nach 1791
Mit dem Erlass von 1791 und während der Zeit der Revolution änderte sich außer Kleinigkeiten (die Abzeichenfarbe war jetzt wieder Rot) nichts gravierendes an der Uniformierung. Erst nach der Umbenennung in „Régiment de curassiers“ erhielten die Reiter eine kurze blaue Jacke und wurden wieder mit Brust und Rückenpanzer ausgestattet. Unter dem Panzer wurde ein scharlachrotes, kurzes Fell in der Form einer Weste angelegt. Der Hut wurde durch den charakteristischen Helm mit dem Roßschweif ersetzt.
Im Jahre 1805 wurde der Helm zusätzlich mit einem Federstutz verziert, dazu wurden von den Mannschaften und Unteroffizieren rote Epauletten angelegt. Die roten Ärmelaufschläge waren mit blauen Granaten, dem Symbol der Eliteverbände verziert.
Diese Uniform trug das Regiment nahezu unverändert bis zum Kriegsausbruch 1914 und auch noch einige Zeit danach.